# Leonid Wyscheslawskyj
Leonid Mykolajowytsch Wyscheslawskyj (* 5. Märzjul. / 18. März 1914greg. in Mykolajiw, Gouvernement Cherson, Russisches Kaiserreich; † 26. Dezember 2002 in Kiew, Ukraine) war ein sowjetischer und ukrainischer Schriftsteller und Literaturkritiker.

## Leben
Leonid Wyscheslawskyj kam in Mykolajiw zur Welt, zog mit seiner Familie 1921 nach Pawliwka in der Sloboda-Ukraine und studierte von 1922 an am Institut für Elektrotechnik und dann an der Fakultät für Biologie der Universität Charkiw. 1938 absolvierte er die Philologische Fakultät der Universität Kiew. 1933 wurden seine ersten Gedichte in der Moskauer Zeitschrift Junge Garde und 1936 sein erstes Buch in Kiew veröffentlicht. Am Zweiten Weltkrieg nahm er als Korrespondent einer Militärzeitschrift teil. Er schrieb philosophische Texte und Prosa in Russisch und Ukrainisch und übersetzte klassische und moderne ukrainische Werke ins Russische. Leonid Wyscheslawskyj lebte in Kiew, wo er 88-jährig verstarb und dort auf dem Baikowe-Friedhof beerdigt wurde.

## Ehrungen
Ihm zu Ehren wurde 1986 der von Nikolai Tschernych am 24. September 1979 entdeckte Asteroid (2953) Vysheslavia benannt und 1984 erhielt Wyscheslawskyj mit dem Taras-Schewtschenko-Preis den Staatspreis der Ukraine. Am Kiewer Rolit-Haus, in dem er lebte, wurde zu seiner Erinnerung eine Gedenktafel angebracht.